# Gino Donato
Gino Donato (Castrovillari, 16 maggio 1927 – Roma, 1º settembre 2010) è stato un attore e doppiatore italiano.

## Biografia
Attore di formazione teatrale, ha studiato presso l'Accademia Sharoff, ha lavorato come attore, specializzandosi in seguito nel doppiaggio.
Dotato di una voce baritonale ha dato la voce a innumerevoli personaggi, tra i quali Re Vega in UFO Robot Goldrake. Tra i telefilm ha doppiato Barnaby Jones e Hazzard.

## Filmografia parziale
- Capitan Fracassa – film TV (1958)
- Le inchieste del commissario Maigret – serie TV (1964)
- Vita di Cavour (1967)
- E le stelle stanno a guardare – film TV (1971)
- La verità secondo Satana (1972)
- Qui squadra mobile (1976)
- Castigo – film TV (1977)
- La mano sugli occhi – film TV (1979)

## Doppiaggio
- Gian Francesco Malipiero in Poemi asolani
- Ralph James in Mork e Mindy
- Rod Steiger in Gli eletti
- Patrick Stewart in Amleto
- Denver Pyle in Hazzard
- Raymond Burr in Senza domani
- Sterling Hayden in Il padrino
- Arthur Kennedy in Sentinel
- George Kennedy in Ultimo rifugio: Antartide
- Peter Cushing in La leggenda dei 7 vampiri d'oro
- Niall MacGinnis in S.O.S. i mostri uccidono ancora
- Silvio Ciccone in A letto con Madonna
- Bud Widom in Il fango verde
- Nobuo Nakamura in Dogora, il mostro della grande palude
- Hsueh Han in Con una mano ti rompo con due piedi ti spezzo
- Ciro Papa in Il castello delle donne maledette
- Mario Pilar in Il soldato di ventura